# Kassel (huyện)
Kassel là một huyện ở phía bắc bang Hessen, Đức. Các huyện giáp ranh là Northeim, Göttingen, Werra-Meißner, Schwalm-Eder, Waldeck-Frankenberg, Höxter. Thành phố không thuộc huyện Kassel gần như bị bao quanh bởi huyện này.
Vào năm 1972, các huyện cũ Kassel, Hofgeismar và Wolfhagen, đã được hợp nhất để tạo thành huyện Kassel.
Sông chính chảy qua huyện này là Weser, tạo thành một phần ranh giới phía đông huyện. Thượng lưu sông này là sông Fulda chảy qua phía nam của huyện bao gồm cả thành phố Kassel. Về phía bắc huyện là Diemel, một nhánh của sông Weser.

## Thị xã và đô thị
| Thị xã | Đô thị | |
| --- | --- | --- |
| 1. Bad Karlshafen 2. Baunatal 3. Grebenstein 4. Hofgeismar 5. Immenhausen 6. Liebenau 7. Naumburg 8. Trendelburg 9. Vellmar 10. Wolfhagen 11. Zierenberg | 1. Ahnatal 2. Bad Emstal 3. Breuna 4. Calden 5. Espenau 6. Fuldabrück 7. Fuldatal 8. Habichtswald 9. Helsa 10. Kaufungen | 1. Lohfelden 2. Nieste 3. Niestetal 4. Oberweser 5. Reinhardshagen 6. Schauenburg 7. Söhrewald 8. Wahlsburg |